# جمبرجوق
جمبرجوق (بالفارسية: جمبرجوق) هي مستوطنة تقع في قسم طاغنكوة الشمالي الريفي في إيران. يقدر عدد سكانها بـ 747 نسمة بحسب إحصاء 2016.